# Delahaye Type 11
La Type 11 era un'autovettura di lusso prodotta dal 1902 al 1904 dalla Casa automobilistica francese Delahaye.

## Profilo
Lanciata nel 1902 assieme alla più piccola Type 10B, la Type 11, denominata anche 24/27 HP, era una delle vetture più significative tra le primissime prodotte dalla Casa parigina. Si trattava infatti, oltre che del primo modello scaturito dalla nuova gestione della Casa, affidata a Charles Weiffenbach, anche della prima Delahaye con motore a 4 cilindri. Tale motore, della cubatura di 4.4 litri, arrivava ad erogare una potenza massima di 28 CV.

La trazione era posteriore e la trasmissione era per la prima volta a catena anziché a cinghia.

La 24/27 HP fu prodotta fino al 1904 e fu successivamente sostituita da un modello con motore da 4.9 litri di cui si sa però molto poco.